# Kerk van de Gereformeerde Gemeenten (Meeuwen)

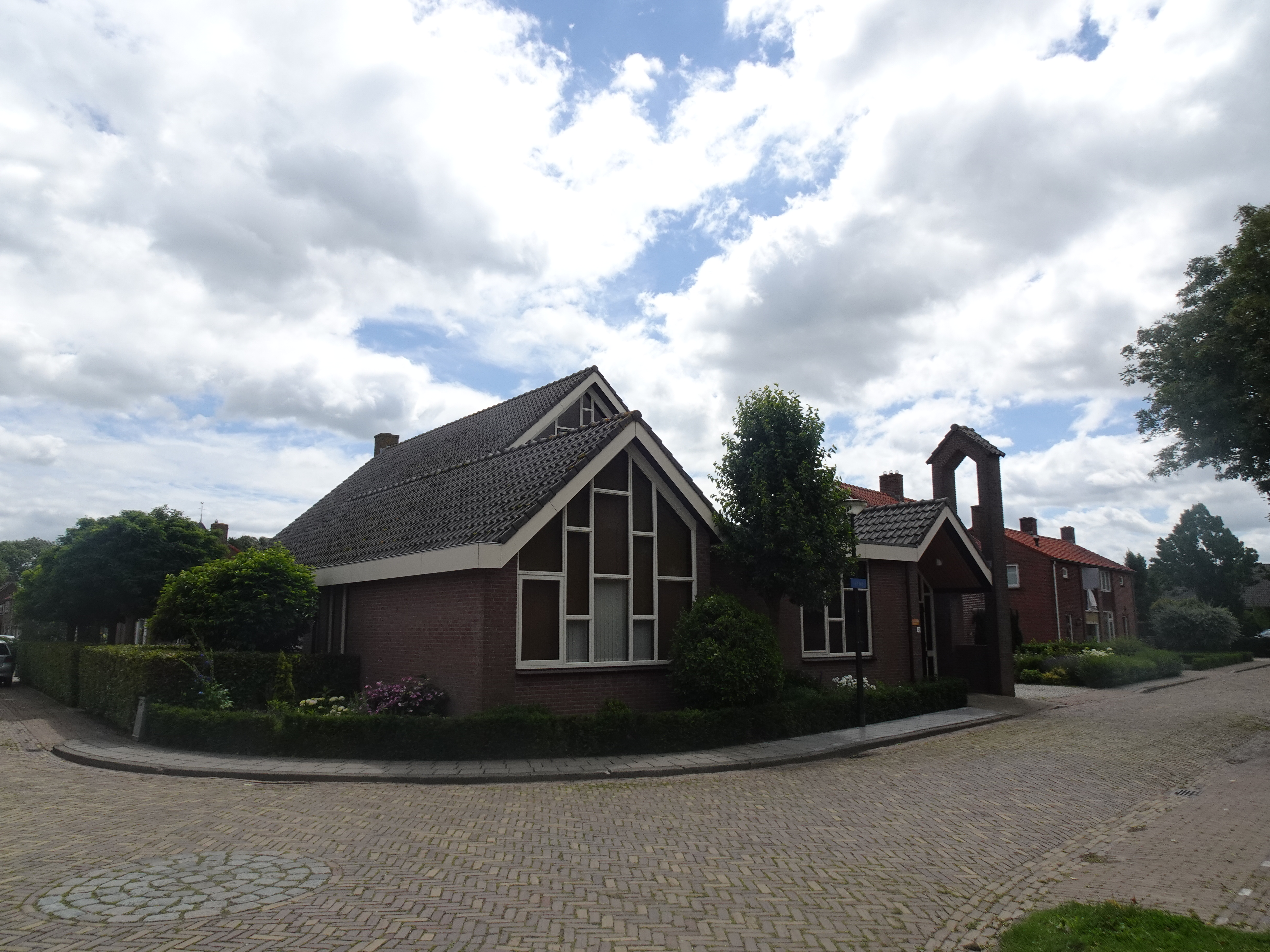
Kerk van de Gereformeerde Gemeente

De Kerk van de Gereformeerde Gemeenten is een kerkgebouw in de tot de Noord-Brabantse gemeente Altena behorende plaats Meeuwen, gelegen aan Laan 13.

## Geschiedenis
Omstreeks 1926 ontstond een bij de Gereformeerde Gemeenten aangesloten kerkgemeenschap. In 1930 werd een eigen kerkgebouw betrokken, feitelijk een bescheiden schuurkerkje onder zadeldak. In 1951 werd een nieuwe kerk betrokken. Het bakstenen gebouw, ogend als een schooltje, kende wel een klokkengevel op de voorgevel en een vooruitgeschoven voorportaal. Dit kerkje werd in 1984 gedeeltelijk gesloopt en ook vergroot.
Zo ontstond een kerk met 220 zitplaatsen. Kenmerkend zijn de puntgevels, waarvan één met vensters, en een open bakstenen torentje.
De inrichting van de kerkzaal is sober. Het orgel, van 1963, is gebouwd door de forma Slooff. Het werd in deze kerk geplaatst in 1992, voordien deed het dienst in de kerk van de Gereformeerde Gemeente te Waardenburg.